# ماسدون، ویکتوریا
ماسدون (به انگلیسی: Macedon) یک منطقهٔ مسکونی در استرالیا است که در ویکتوریا واقع شده است.